# Rise - La vera storia di Antetokounpo
Rise - La vera storia di Antetokounmpo (Rise) è un film del 2022 diretto da Akin Omotoso.

## Trama
La storia vera della famiglia Antetokounmpo, che ha generato i primi tre fratelli campioni NBA della storia del basket americano: Giannis e Thanasis nei Milwaukee Bucks, mentre Kostas nei Los Angeles Lakers. 

## Distribuzione
Il film è stato distribuito sulla piattaforma Disney Plus a partire dal 24 giugno 2022.